# Stop the Clocks (EP)
Albums de Oasis
Don't Believe the Truth
(2005) Stop The Clocks
(2006)
Stop the Clocks est un EP du groupe de rock anglais Oasis sorti pour la promotion du best-of éponyme.Stop The Clocks le 13 novembre 2006.
L'EP, à la grande surprise des fans, ne contient pas la chanson du même nom parue sur DBTT Demos. Comme il y a plus de deux B-sides, l'EP n'a pas été admis dans les charts, mais serait arrivé à la 5e position avec plus de 20 000 exemplaires vendus s'il avait été mis en vente.

## Liste des titres
Formats CD et vinyle 7"
1. Acquiesce - 4:29
2. Cigarettes And Alcohol (Demo) - 4:38
3. Some Might Say (Live en 1995 de provenance inconnue, à l'insu du groupe) - 5:15
4. The Masterplan - 5:22